# La Bibbia della donna
La Bibbia della donna (titolo originale: The Woman's Bible) è un saggio pubblicato in due parti, la prima nel 1895 e la seconda nel 1898, ad opera della scrittrice e attivista statunitense Elizabeth Cady Stanton assieme ad un comitato di 26 donne. L'obiettivo principale era quello di mettere in discussione la posizione tradizionale dell'ortodossia religiosa che sanciva la subordinazione della donna all'uomo. Come lei stessa sosteneva nell'introduzione di The Woman's Bible, la Bibbia era spesso una fedele compagna degli antisuffragisti: "Dall'inaugurazione del movimento per l'emancipazione femminile, la Bibbia è stata utilizzata per tenere la donna all'interno della "sfera ordinata dal divino" come stabilito nell'Antico e Nuovo Testamento".
Il libro ha suscitato numerose controversie fin dalla sua prima apparizione. Molti attivisti per i diritti delle donne che avevano lavorato con Stanton si opposero alla sua pubblicazione, ritenendo che potesse ostacolare l'ottenimento del suffragio femminile. Sebbene non sia stata mai considerata una grande opera dagli studiosi delle Sacre Scritture, diventò presto un famoso best seller con grande stupore da parte dei suffragisti che avevano collaborato con Stanton all'interno dell'Associazione nazionale per il suffragio delle donne (National Women's Suffrage Association, NAWSA). Susan B. Anthony cercò di rabbonire le suffragette più giovani, ma queste ultime presero le distanze dal libro e cercarono di allontanare il movimento suffragista dal campo d'interesse della Stanton che includeva attacchi alla religione tradizionale. A causa della estesa reazione negativa seguita alla pubblicazione del libro, anche da parte di alcune suffragette che le erano state accanto, si concluse il contributo della Stanton al movimento per il suffragio femminile.

## Contesto
Il XIX segnò un periodo di grandi cambiamenti a livello politico, sociale ed economico, che influenzarono anche la vita delle donne. Molte di loro cominciarono ad attraversare l'oceano Atlantico e ciò ebbe come risultato l'incrocio di due culture diverse e lo scambio di idee, testi e strategie per la riforma imminente. Sia in Gran Bretagna che negli Stati Uniti il passaggio dalla fase preindustriale a quella dell'industria moderna e da una popolazione prevalentemente rurale ad una più urbana marchiò il cambiamento del ruolo della donna e di quello dell'uomo così come delle relazioni tra pubblico e privato. L'idea che una donna fosse mantenuta economicamente dalla famiglia, che avesse una figura delicata, che non fosse in grado di gestire situazioni difficili e che fosse dotata di un intelletto inferiore era ben radicata all'interno del ceto medio, ma era assolutamente inconcepibile per le donne appartenenti al ceto basso. Queste ultime svolgevano gran parte del duro lavoro nelle fabbriche, nelle miniere e nei campi e secondo Joan Perkin costituivano i 3/4 delle donne del XIX secolo.
All'inizio del 1800, una volta sposate, erano completamente dipendenti dai loro mariti, non potevano votare, mettere da parte i loro guadagni o ereditare proprietà. Il loro scopo nella vita era quello di servire gli altri, di diventare gli "angeli" della casa, la quale rappresentava, specialmente per i membri della famiglia che trascorrevano gran parte della giornata fuori a lavorare, un luogo di serenità e tranquillità. La vocazione alla maternità era fondamentale per la preservazione di una società giusta: crescendo figli moralmente corretti, le donne avrebbero assicurato una società democratica ben funzionante e cristiana.
Ci furono grandi svolte anche nel campo degli studi biblici, influenzati dalle testimonianze geologiche e dalle nuove scoperte scientifiche, come ad esempio l'incompatibilità tra la teoria dell'evoluzione di Charles Darwin e il capitolo della Genesi. I viaggi in Terra santa cominciarono ad essere più a buon mercato ed aumentarono anche le visite al British Museum poiché disegni e fotografie di reperti archeologici avevano molto successo tra il pubblico inglese. Grazie a queste nuove informazioni sia in Gran Bretagna che in America fiorì un nuovo approccio critico alla Bibbia e gran parte dei libri scritti dalle donne sul tema rappresentavano la vox popoli del periodo.
Molte di loro avevano già interpretato la Bibbia, ma non erano solite scrivere commentari o monografie così come facevano da tempo i loro coetanei maschi. Una delle ragioni principali era rappresentata dal fatto che le aule di istruzione superiore non aprivano le loro porte alle donne. Per la maggior parte del XIX secolo, alle donne non era permesso frequentare o insegnare nelle università e non avevano la possibilità di essere coinvolte nelle conversazioni sugli studi biblici. La ricerca per il recupero di contributi sul tema ha portato alla luce un tesoro di scrittura tutta al femminile: testi devozionali e catechetici, istruzioni morali, poesie, inni e commenti scritti per le persone non istruite. Christina Rossetti compose una prosa devozionale sui comandamenti intitolata Letter and Spirit (1883); Sarah Ewing Hall scrisse Conversation on The Bible, un commentario sulla Bibbia nella forma di una conversazione tra una madre e i suoi due figli. I loro lettori erano, infatti, bambini, giovani adulti, giovani donne, laici, illitterati ed il grande pubblico in generale. Altre autrici del periodo, come ad esempio Florence Nightingale, Harriet Beecher Stowe ed Elizabeth Wordsworth, erano molto erudite poiché provenivano da famiglie benestanti e avevano condotto i loro studi a casa grazie ad un membro della famiglia che aveva ricevuto un'istruzione superiore. Sia H. B. Stowe con suo marito, che E. Wordsworth con suo padre parteciparono ai progetti di famiglia che erano incentrati sull'interpretazione delle Sacre Scritture. Ma, ovviamente, tutti questi tentativi di approccio alla Bibbia da parte delle donne non passarono inosservati.

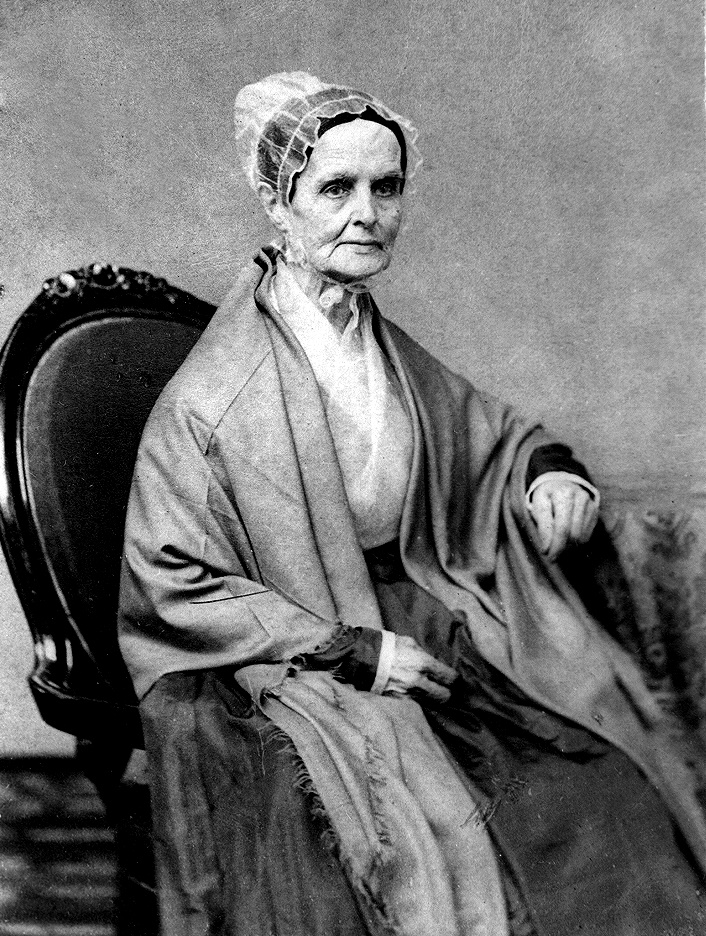
Lucretia Mott si avvaleva di passaggi tratti dalla Bibbia per rispondere a chi sosteneva la sottomissione della donna.

All'inizio del XIX secolo i sostenitori dei diritti delle donne cominciarono a raccogliere obiezioni per confutare le accuse che venivano solitamente mosse contro di loro e che erano basate sulle interpretazioni tradizionali delle Sacre Scritture. Lucretia Mott rispondeva a coloro che avrebbero voluto screditarla citando, come facevano i suoi oppositori, alcuni passi della Bibbia, o contestando l'interpretazione originale delle Scritture. Nel 1849 scrisse Discourse on Woman, nel quale esaminava la storia di Adamo ed Eva e le attività di diverse donne che appaiono nella Bibbia, affermando che la Bibbia supportava il diritto della donna di esprimere ad alta voce le proprie convinzioni spirituali. Anche Lucy Stone, intervenendo su questa questione, sostenne che le interpretazioni della Storia Sacra prodotte da un pubblico prettamente maschile non erano corrette; studiò l'ebraico e il greco in modo da riuscire a comprendere meglio le prime traduzioni della Bibbia, poiché era certa di trovare al suo interno dei passi che potevano confermare l'uguaglianza dei sessi.
Nel 1848 con l'aiuto di Mott, Elizabeth Cady Stanton contribuì alla stesura della Dichiarazione dei Sentimenti, includendo due Risoluzioni che protestavano contro l'usurpazione dei diritti dell'uomo relativa alla posizione della scrittrice stessa nella Chiesa e al suo ruolo al cospetto di Dio.
Nel 1850 Mott era ormai diventata un'esperta nell'arte di confutare le posizioni degli uomini che sostenevano, attraverso i testi sacri, l'inferiorità femminile. Durante il Convegno Nazionale dei Diritti delle Donne (National Women's Rights Convention) nel 1852, e in seguito nel 1854, scese in campo per discutere con gli uomini che si presentavano con le Scritture in mano. Il reverendo Henry Grew riferì al pubblico del convegno nel 1854 che la Bibbia comprovava l'assoluta e naturale superiorità degli uomini nei confronti delle donne. Egli fu contrastato punto per punto da Hannah Tracy Cutler, e successivamente in maniera più estesa da L. Mott che iniziò asserendo "Non è il Cristianesimo, ma è il clericalismo che ha asservito la donna così come la troviamo oggi. La Chiesa e lo Stato sono stati uniti, ed è bene per noi vederli in questo modo".

## Comitato di Revisione

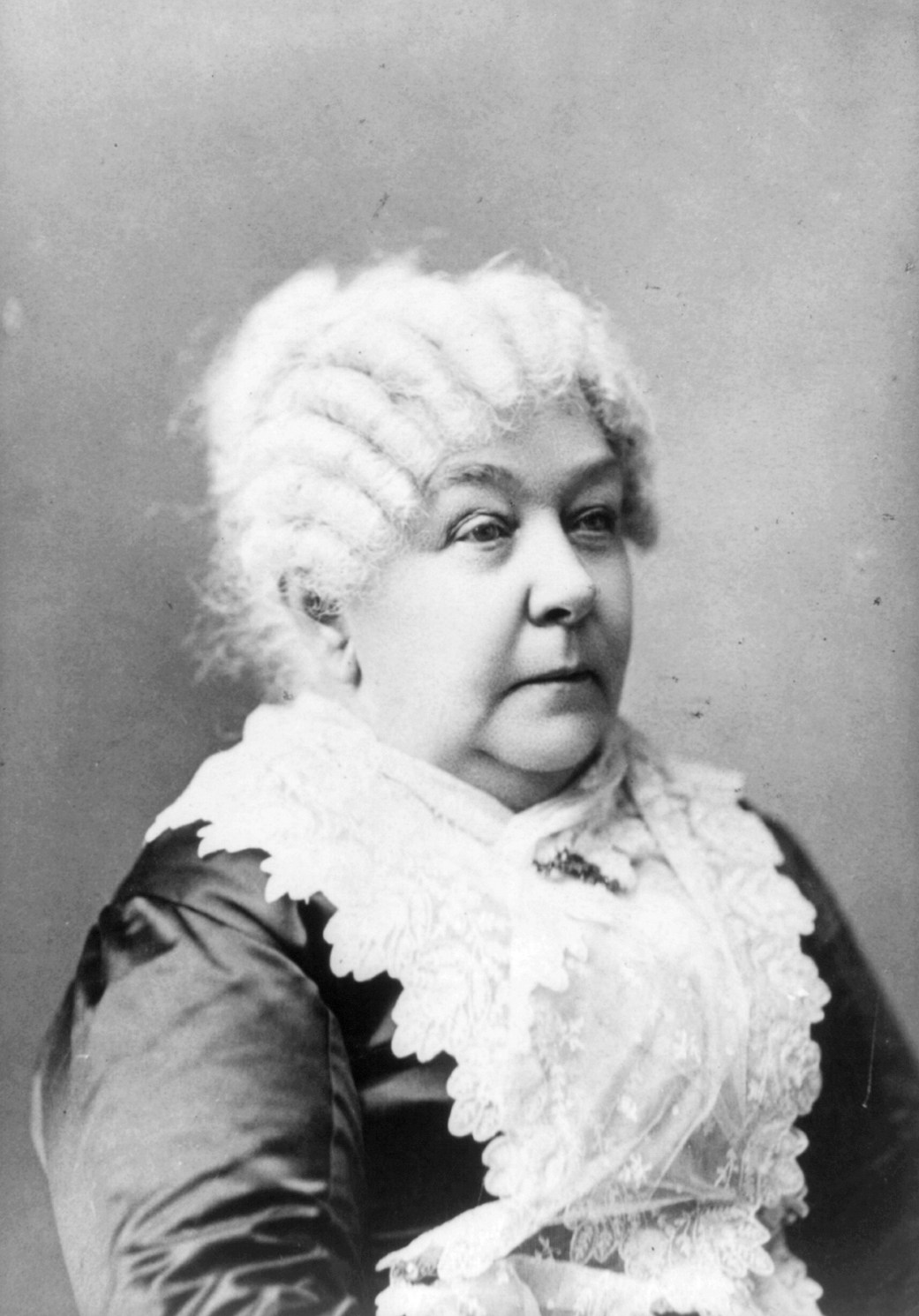
Elizabeth Cady Stanton era insoddisfatta sia della Bibbia di re Giacomo sia della Versione Riveduta (English Revised Version) della Bibbia.

Nel 1881, 1885 e 1894, la Chiesa d'Inghilterra pubblicò una versione riveduta e corretta della Bibbia (Revised Version o English Revised Version), la prima nuova versione inglese dopo due secoli. Stanton ne rimase delusa poiché non includeva gli studi recenti di Julia Smith, esperta della Bibbia. Scrisse: 
Stanton organizzò un "Comitato di Revisione" per la stesura di una relazione sulla nuova versione della Bibbia. Molte delle persone da lei contattate rifiutarono di prendervi parte, soprattutto studiosi che avrebbero rischiato di rovinare la propria reputazione professionale; circa 26 persone, invece, accettarono di aiutarla. Condividendo la stessa determinazione della Stanton, la commissione sperava di correggere l'interpretazione biblica che secondo loro era prevenuta nei confronti delle donne, e di attirare l'attenzione sulla piccola parte della Bibbia che parlava di donne. L'intenzione era quella di dimostrare che non era la volontà di Dio a umiliare le donne, ma il desiderio umano e maschile di dominazione.
Il comitato era composto da donne che non erano studiose della Bibbia, ma che erano interessate all'interpretazione biblica e attive nell'ambito della rivendicazione dei diritti femminili. Tra i membri di spicco della commissione internazionale vi erano Augusta Jane Chapin, Lillie Devereux Blake, Matilda Joslyn Gage, Olympia Brown, Alexandra Gripenberg, Ursula Mellor Bright, Phebe Ann Coffin Hanaford, Clara Bewick Colby, e Irma von Troll-Borostyáni.
Nel 1890, in occasione della nascita dell'Associazione nazionale per il suffragio delle donne (NAWSA), E. C. Stanton venne eletta presidente, ma lasciò questo incarico a Susan B. Anthony, preferendo viaggiare per l'Europa per due anni. Qui conobbe alcune donne che condividevano le sue idee e raccolse alcune osservazioni critiche circa la posizione della donna nella Bibbia. A Greenbank, un distretto di Bristol in Inghilterra, incontrò la suffragista inglese Helen Bright Clark, e illustrò ad un gruppo di persone la posizione della Bibbia nei confronti delle donne. Clark chiese se i pensieri liberali della Stanton avevano sconvolto qualcuno dei presenti, e E. C. Stanton replicò dicendo: "Beh, se noi che vediamo le assurdità delle vecchie superstizioni non le sveliamo mai agli altri, come riuscirà il mondo a fare progressi negli studi teologici? Ormai sono giunta al tramonto della mia vita, e sento che la mia missione speciale consiste nel raccontare alle persone quello che non sono ancora pronte a sentire..."

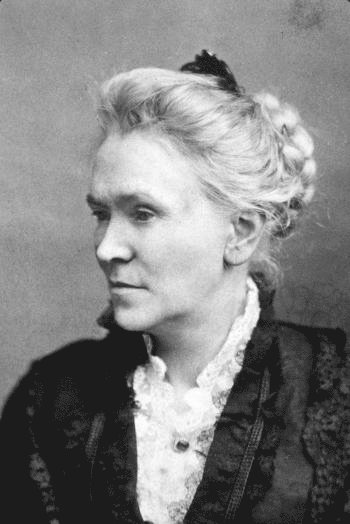
Matilda Joslyn Gage

Nel 1893, Matilda Joslyn Gage prese una pausa dal suo lavoro nel Comitato di Revisione per scrivere Woman, Church and State, un libro che attaccava l'insegnamento giudaico-cristiano tradizionale secondo cui le donne costituivano la causa del peccato e il sesso era peccaminoso. Gage scrisse che la doppia morale danneggiava entrambi i sessi. Nella Prefazione scrisse: 
Gage stabilì che la Chiesa aveva agito contro l'interesse delle donne in modo significativo: dal Codice di Diritto Canonico, alle Scritture, alla difesa del celibato e altro ancora. L'aspetto che le creava più problemi era invece la storia di Adamo ed Eva. Chiedeva al pubblico di leggere ed esaminare la sua opera, di accettarla o rifiutarla, ma di non permettere alla Stato o alla Chiesa di comandare il loro pensiero o dettare la loro opinione.
Sebbene Woman, Church and State sia la sua opera più degna di nota, non fu l'unico contributo importante alla lotta contro l'oppressione religiosa nei confronti delle donne. Gage fu una delle collaboratrici della Stanton nella produzione di The Woman's Bible; i suoi testi sulle Rivelazioni e sui Re risaltavano per la loro interpretazione impenitente. Le sue risorse erano storiche, esoteriche, e marcatamente non-Cristiane per cui non era ostacolata dalla dottrina religiosa. Siccome non si sentiva minimamente obbligata a dimostrare fedeltà alla Chiesa o ai suoi insegnamenti, Gage fu in grado di affrontare i suoi brani con una franchezza e un vigore intellettuale, caratteristici delle sue analisi accademiche sulla relazione tra la sottomissione della donna e gli abusi della religione.
Il primo Agosto 1895 fu pubblicata la prima parte de The Woman's Bible, che includeva il Pentateuco (i primi cinque libri della Bibbia): Genesi, Esodo, Levitico, Numeri, Deuteronomio. Il testo divenne un bestseller ed ebbe sette ristampe in sei mesi. Nel gennaio 1898 venne pubblicata la seconda parte che comprendeva il Nuovo Testamento e il resto dell'Antico Testamento. Nella prefazione, Stanton riconosceva che "sia l'amico che il nemico erano oggetto del titolo".  Aggiunse infine: "Abbiamo fatto della Bibbia un feticcio [sic] per lungo tempo ormai. È giunto il momento per noi di leggerla come leggiamo qualsiasi altro libro, accettando il buono e respingendo il male che insegna."

## Reazione
Alla sua pubblicazione, The Woman's Bible fu ampiamente criticata negli editoriali e dal pulpito. Stanton scrisse che "il clero l'aveva denunciata come opera di Satana ...", a cui la scrittrice rispose dicendo "Sua Maestà Satanica non è stata invitata ad unirsi al Comitato di Revisione, il quale è composto di sole donne". Alcuni si fecero scoraggiare solo dal titolo sacrilego e pregiudizievole, specialmente chi non aveva letto il libro. Una lettrice del New York Times denunciò The Woman's Bible per le sue posizioni radicali, quali la considerazione espressa che la Trinità fosse composta da "una Madre, un Padre ed un Figlio Celesti", e che le preghiere dovessero essere rivolte ad una "ideale Madre Celeste". Mary Seymour Howell, un membro del Comitato di Revisione, scrisse al New York Times in difesa del libro, sostenendo che il suo titolo poteva essere meglio compreso come "Il Commentario della donna sulle donne della Bibbia". Stanton respinse tutti gli attacchi delle lettrici scrivendo: "l'unica differenza tra noi è che noi affermiamo che queste idee umilianti sulla donna sono scaturite dalla testa dell'uomo, mentre la chiesa dice che provengono da Dio".
Susan B. Anthony, la migliore e più fedele collaboratrice della Stanton, arrivò alla conclusione, dopo anni di lavoro per i diritti delle donne, che concentrarsi su un'unica questione - il diritto al voto per le donne - costituiva la chiave che avrebbe portato al successo il movimento. Le organizzazioni femminili avevano al loro interno membri talmente diversi che risultava difficile andare d'accordo su qualcosa di più complesso. Stanton era convinta, comunque, che i convegni sui diritti delle donne fossero troppo specifici; portò avanti una serie di idee stimolanti sotto forma di saggi che Anthony avrebbe poi letto al pubblico. Quando Stanton rese noto di essere intenzionata a completare The Woman's Bible, Anthony non ne fu entusiasta, poiché lo riteneva un impegno inutile, una digressione pericolosa dal cammino che doveva portare al suffragio. Anthony scrisse a Clara Bewick Colby esprimendole le sue perplessità sulle decisioni prese dall'amica: "sono sempre orgogliosa di tutti i suoi discorsi - ma dei suoi commenti sulla Bibbia non sono orgogliosa - sia del loro spirito o della loro lettera...Ma la amerò e onorerò fino alla fine - sia che la sua Bibbia mi soddisfi o no. Spero che farà lo stesso con me."

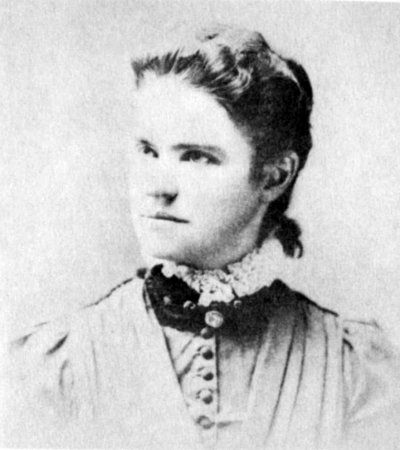
Rachel Foster Avery

Al convegno della NAWSA nei giorni 23-28 del Gennaio del 1896, la Segretaria Rachel Foster Avery guidò la battaglia per separare l'organizzazione da The Woman's Bible. Dopo aver aperto la conferenza il 23 Gennaio, Avery sorprese Anthony dichiarando al pubblico composto da più di 100 membri: 
Avery preparò una mozione, depositata solo in seguito, nella quale si affermava che l'Associazione era composta da persone con opinioni religiose differenti, e che non aveva alcun legame con "la cosiddetta 'Woman's Bible', o qualsiasi pubblicazione teologica." Un resoconto completo delle osservazioni di Avery venne riportato il giorno seguente sul New York Times.
Il 27 Gennaio la delegata della NAWSA Laura Clay riferì nel suo resoconto del Comitato del Sud che "il Sud è pronto per il suffragio femminile, ma deve essere suffragio femminile e nient'altro", riferendosi al conflitto scaturito da The Woman's Bible. Molti suffragisti volevano solo lavorare per il diritto di voto, "senza associarlo alla riforma dei vestiti, all'andare in bicicletta, o a qualsiasi altra cosa..."
Nel pomeriggio del 28 Gennaio fu messo ai voti un elenco di Risoluzioni. Le prime sette passarono senza suscitare commenti. L'ottava era la proposta di Avery di dissociarsi da The Woman's Bible, e la sua presenza provocò un acceso dibattito. Anna Howard Shaw, Alice StoneBlackwell, Henry Browne Blackwell, Carrie Chapman Catt e altri si schierarono a favore, mentre Colby, Lillie Devereux Blake, contro.  Una maggioranza di 53 delegati contro 41 approvò la risoluzione, ritenuta una censura della Stanton, che non fu mai abrogata. Il rapporto di apertura di Avery del 23 Gennaio fu approvato rimuovendo la parte riguardo a The Woman's Bible.
Stanton non prese parte al convegno del 1896. All'epoca aveva 80 anni, era obesa e costretta a letto. Riconobbe la controversia scatenata dalla pubblicazione della prima parte del libro, ma continuò a scrivere la seconda, e lavorò alla sua autobiografia Eighty Years & More: Reminescences 1815-1897. Scrisse alla sua amica di lunga data, il Reverendo Antoinette Brown Blackwell, nell'Aprile del 1896 per confidarle: "I nostri politici sono tranquilli e soddisfatti sotto il nostro fuoco, ma il clero comincia a saltellare in giro nel momento in cui gli punti un fucile a tappo 'come piselli arrostiti su una padella rovente'".

## Eredità
Malgrado il suo tentativo di emancipare le donne dalle definizioni culturalmente limitate riguardo alla condizione femminile derivate dalle Scritture, il suo ingresso nel campo dell'interpretazione biblica femminista non fu ben accolto. Lois Banner nel 1980 osservò che The Woman's Bible fu "un fallimento sia nelle comunità femministe che religiose del suo tempo". Sebbene Clark e Richardson (1977) descrissero la ricezione di The Woman's Bible come "molto cool", per essere più precisi bisognerebbe dire che sollevò l'ira del pubblico, stimolando repliche rigide da parte dei critici sia all'interno che all'esterno del movimento suffragista. Un testo considerato essere "una violenta ondata di fanatica frenesia femminile"("Non Bibbia").
Stanton desiderava un maggior riconoscimento per The Woman's Bible, ma non fu capace di convincere gli studiosi della Bibbia del suo tempo a prendere parte a quello che veniva percepito un progetto controverso. Gli studiosi continuarono ad evitare di affrontare il tema del sessismo nella Bibbia fino al 1964, quando Margaret Brackenbury Crook pubblicò Women and Religion, uno studio sulla condizione delle donne nell'Ebraismo e nel Cristianesimo. Nel suo libro del 1973 Beyond God the Father, Mary Daly analizzò The Woman's Bible, e i lavori successivi di Letty Russell e Phyllis Trible promossero il legame tra il femminismo e la Bibbia. Oggi molte donne studiano la Bibbia, anche da un punto di vista femminista, ponendo nuovi quesiti e mettendo in dubbio il fondamento stesso degli studi biblici.
E. C. Stanton fu messa da parte dal movimento per il suffragio femminile dopo la pubblicazione de The Woman's Bible. Da quel momento in poi, Susan B. Anthony prese il posto d'onore tra la maggioranza delle suffragette. La scrittrice non fu mai più invitata a presiedere i convegni della NAWSA.
Elizabeth Cady Stanton è ancora oggi segnalata nei testi di studio come una figura importante all'interno del movimento per i diritti delle donne. Karlyn Kohrs Campbell (1989), per esempio, la considerava "filosofa del movimento e il suo addetto stampa, che parla e scrive costantemente. Sebbene altri abbiano dato grandi contributi, nel corso della sua vita è stata la più grande oratrice del movimento".